# Reginald Wingate
Sir Francis Reginald Wingate, I baronetto Wingate di Port Sudan (Port Glasgow, 25 giugno 1861 – Edimburgo, 29 gennaio 1953) è stato un generale britannico.
Wingate nacque a Port Glasgow, settimo figlio di Andrew, un mercante di tessuti di Glasgow, e di Elizabeth, figlia del reverendo presbiteriano Richard Turner di Dublino; suo padre morì quando aveva appena un anno e la famiglia si trasferì a Jersey, dove Wingate e i suoi fratelli furono educati alla St James's Collegiate School.
Entrato nell'accademia militare di Woolwich, il 27 luglio 1880 ricevette i gradi di tenente d'artiglieria; servì in India e ad Aden dal marzo 1881 al 1883, passando poi all'armata egiziana di Sir Evelyn Wood, raggiungendo il grado di maggiore. Partecipò alla spedizione di soccorso a Gordon come aiutante di campo del generale Wood; nel 1883 ricevette l'Ordine di Osmanie di IV classe dal sultano ottomano Abdul-Hamid II e dal Chedivè d'Egitto; fu inoltre citato in una menzione onorevole del bollettino di guerra per le sue azioni nel Suaskin e nella regione del Nilo superiore.
Dopo un breve ritorno in patria, fu nuovamente assegnato all'esercito anglo-egiziano e come assistente militare e segretario del Generale Francis Grenfell, I barone Grenfell; nel 1887 ricevette l'Ordine di Mejidiyye; prese parte alla spedizione in Sudan contro i madhisti e si distinse durante la Battaglia di Toski: fu allora che venne premiato col Distinguished Service Order (DSO), e durante la spedizione del 1891 comandò le operazioni che portarono alla conquista di Tokar; il suo principale lavoro fu svolto nell'intelligence della quale divenne direttore nel 1892. Si occupò dell'esame dei prigionieri e dei profughi, si occupò dello studio topografico del Sudan e dei documenti presi ai Dervisci catturati, pubblicando tutto questo interessante materiale per lo Stato Maggiore con il titolo di Mahdism and Egyptian Sudan, il saggio più autorevole su Muhammad Ahmad e sugli eventi coloniali in Sudan prima del 1891 e raccolse inoltre molto materiale storiografico ed etnologico che pubblicò nel pamphlet del suo saggio.
Nel 1894 fu nominato governatore del Suaskin e l'anno seguente, il giorno del compleanno della regina, cavaliere dell'Ordine del Bagno con il titolo di Sir e il grado di tenente colonnello.
Grazie al suo aiuto, Padre Joseph Ohrwalder e due portatori riuscirono a fuggire da Omdurman, dove erano tenuti prigionieri dai Dervisci del Mahdi sudanese; fu inoltre responsabile della fuga di Rudolf Carl von Slatin dalle prigioni del Mahdi nel 1895; tradusse in inglese un libro di narrativa di Ohrwalder, Ten Years in the Mahdi's Camp (1892) e l'autobiografia di von Slatin, Fire and Sword in the Sudan (1896).
Come direttore dell'intelligence prese parte alla campagna di riconquista del Sudan da parte di Kitchner, combattendo a Fireket, Atbara e Omdurman. Nel 1897 partecipò come secondo di Rennell Rodd alla spedizione in Abissinia; per il suo ottimo servizio ricevette l'Ordine di San Michele e San Giorgio e il grado di colonnello, entrando nel 1897 in Parlamento come membro del Partito Conservatore. Non si impegnò però in politica ma continuò la sua carriera militare in Sudan, sconfiggendo i rimanenti Dervisci al comando di ʿAbd Allāh al-Taʿāysh, khalīfa (successore) del defunto Mahdi, nella Battaglia di Umm Diwaykarat (Kordofan).
Nel dicembre 1899 quando il Generale Horatio Herbert Kitchener fu chiamato in Sud Africa per combattere i Boeri, Wingate gli succedette come Sirdar (Governatore) del Sudan, venendo promosso maggior generale il 2 dicembre 1899; amministrò il Sudan anglo-egiziano dal 1899 al 1916 riscuotendo molto successo e popolarità grazie all'incremento dell'agricoltura e la creazione di moderne infrastrutture che si ebbe durante il suo governo; ricevette molti onori: nel 1905 divenne Pascià e ricevette una laurea onoraria dall'Università di Oxford e nel 1909 venne promosso tenente generale; nello stesso anno Wingate comandò una speciale spedizione in Somalia per rendersi conto della situazione politica e militare del paese e per proporre un'evacuazione dal Protettorato. Il 17 gennaio 1912 divenne cavaliere di gran croce dell'Ordine Reale Vittoriano e due anni dopo, il giorno del compleanno di Giorgio V l'Ordine dell'Impero Britannico; divenne colonnello onorario del VII Battaglione del Manchester Regiment e nel 1917 comandante dell'Artiglieria Reale; nel 1915 ricevette il gran cordone dell'Ordine del Nilo e l'Ordine di Muhammad Ali.
Dal 1916 al 1919 comandò le operazioni militari nel Hijaz, in Arabia.
Nel 1917 succedette a Sir Henry McMahon come Alto Commissario in Egitto fin quando ebbe un diverbio con Sa'd Zaghlul, Primo Ministro egiziano, venendo quindi sostituito dal Gen. Allenby e richiamato nel Regno Unito. Nonostante ciò continuò a godere di grande autorità e rispetto: nel 1919 divenne cavaliere del Venerabile Ordine di San Giovanni venne creato Baronetto Wingate di Dunbar, nella Contea di Haddington, e di Port Sudan. Cessò ogni attività diplomatica nel febbraio 1922, ricevendo però numerosi gradi onorari nell'esercito britannico. Nel 1935 gli fu assegnata la Territorial Decoration; fu anche Luogotenente Deputato della Contea di East Lothian e per molto tempo fu il generale più anziano dell'esercito britannico.
Il 18 giugno 1888 aveva sposato Catherine Rundle, figlia del capitano della Royal Navy Joseph Rundle e sorella del generale Leslie Rundle; ebbero tre figli, uno dei quali fu Sir Ronald Wingate, che gli successe come Baronetto Wingate di Dumbar e Port Sudan; inoltre un suo nipote fu Orde Wingate, comandante delle truppe britanniche in Palestina, Sudan e Birmania durante la Seconda guerra mondiale.

## Fonti
- M W Daly, ‘Wingate, Sir Francis Reginald, first baronet (1861–1953)’, su Oxford Dictionary of National Biography, Oxford University Press, settembre 2004 (online edition, January 2008), DOI:10.1093/ref:odnb/36977. URL consultato il 7 gennaio 2008.
- (EN) Hugh Chisholm (a cura di), Wingate, Sir Francis Reginald, in Enciclopedia Britannica, XI, Cambridge University Press, 1911.